# Oued Lilli
Oued Lilli là một đô thị thuộc tỉnh Tiaret, Algérie. Dân số thời điểm năm 2002 là 11.834 người.